# Schistochilopsis opacifolia
Schistochilopsis opacifolia är en bladmossart som först beskrevs av Culm., och fick sitt nu gällande namn av Konstant.. Schistochilopsis opacifolia ingår i släktet Schistochilopsis och familjen Scapaniaceae. Inga underarter finns listade i Catalogue of Life.